# Johan Österberg
Johan Österberg, född 1753, död 31 mars 1793 i Klara församling, Stockholm, var en svensk bildhuggare.
Till Österbergs mer kända arbeten räknas den orgelfasad han utförde till Films kyrka i Uppland i slutet av 1770-talet. Fasaden monterades senare ner och placerades i Seglora kyrka på Skansen.